# 1310 en santé et médecine
| Années de la santé et de la médecine : 1307 - 1308 - 1309 - 1310 - 1311 - 1312 - 1313    |
| Décennies de la santé et de la médecine : 1280 - 1290 - 1300 - 1310 - 1320 - 1330 - 1340 |

Cet article présente les faits marquants de l'année 1310 en santé et médecine.

## Événements
- Fondation de l'aumônerie de la Tombérard à Coulombiers, dans le Poitou[1].
- Fondation de l'hôpital Saint-Martial à Montpellier par Gautier Compaigne, « pour le secours des voyageurs blessés ou malades[2] ».
- Environ cinq cents maisons-Dieu, maladreries ou léproseries, dont quarante-huit à proximité de Paris, reçoivent de l'argent de la cassette particulière de Philippe le Bel[3].
- Vers 1304-1310 : fl.  Pierre d'Encre, médecin de Mahaut, comtesse d'Artois[4].

## Publications

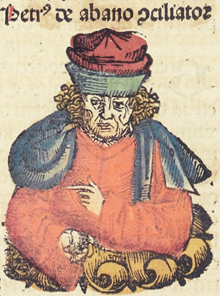
Pierre d'Abano
« le Conciliateur »
1493

- Pierre d'Abano, médecin, philosophe et astrologue italien, achève son Expositio problematum, commentaire des Problemata physica attribués à Aristote[6].
- Vers 1310 : Vital du Four, philosophe scolastique, achève un traité « pour la conservation de la santé » (Pro conservanda sanitate), dont l'attribution a pu cependant être mise en doute[7].

## Naissances
- Guillaume de Harcigny (mort en 1393), maître en médecine de l'université de Paris, proche d'Enguerrand VII de Coucy, indûment connu pour avoir guéri le roi de France Charles VI de son premier accès de folie en 1392[8].
- Thomas de Pisan (mort vers 1387), médecin et astrologue italien conseiller de la Sérénissime puis du roi de France Charles V, père de Christine de Pisan[9].

## Décès
- Jean Alaude (date de naissance inconnue), médecin de Béatrice de Montfort, comtesse de Dreux,  créé chanoine de Chartres en 1306 par Clément V et « dispensé de sa charge, pour pouvoir continuer à exercer son art[10] ».
- Mouhammad ibn Dâniyâl (né en 1248), médecin oculiste, poète et auteur dramatique né à Mossoul et ayant vécu en Égypte sous les Mamelouks[11].